# Gemünden (Felda)
Gemünden település Németországban, Hessen tartományban. Lakosainak száma 2783 fő (2023. december 31.).

## Népesség
A település népességének változása:
| Lakosok száma | 2704 | 2708 | 2711 | 2760 | 2783 |
|               | 2017 | 2019 | 2021 | 2022 | 2023 |